# Marcillac-la-Croze
Marcillac-la-Croze (en occitano, Marcilhac la Cròsa) es una comuna francesa situada en el departamento de Corrèze, en la región de Nueva Aquitania.

## Demografía
| 283 | 281 | 242 | 232 | 226 | 212 | 190 | 172 |
| Para los censos de 1962 a 1999 la población legal corresponde a la población sin duplicidades (Fuente: INSEE [Consultar]) |     |     |     |     |     |     |     |